# Wolferton
Wolferton es un pueblo y antigua parroquia civil, ahora en la parroquia de Sandringham, en el distrito de King's Lynn y West Norfolk, en el Condado de Norfolk, Inglaterra. Se encuentra a 2 millas al oeste de Sandringham, 7½ millas al norte de King's Lynn y 37¼ millas al noroeste de Norwich. En 1931, la parroquia tenía una población de 185 habitantes. El 1 de abril de 1935, la parroquia fue abolida y fusionada con Sandringham.

## Antecedentes
El nombre del pueblo significa 'granja/asentamiento de Wulfhere'.
Wolferton es más conocido como la ubicación de la estación de tren de Wolferton. La estación se inauguró en 1862 después de que la reina Victoria comprara el sitio de Sandringham House como retiro de Norfolk. La estación contenía un conjunto de elegantes salas de recepción, donde las distintas generaciones de la familia real y sus visitantes esperaban el transporte a Sandringham House. La iglesia de San Pedro del siglo XIII fue dañada por un incendio en el siglo XV y restaurada en el siglo XIX por Arthur Blomfield. Conserva sus mamparas medievales parclose.

## En la cultura popular
El primer episodio de la serie de Netflix The Crown se llama "Wolferton Splash" porque parte de él tiene lugar en una expedición de caza de patos de pantano desde Sandringham House a la que el rey Jorge (el padre de Isabel-interpretados por Jared Harris y Claire Foy) invitan al recién casado príncipe Felipe de Edimburgo (estelarizado por Matt Smith).